# Merarit Viera Alcazar
Merarit Viera Alcazar  (San Quintin Baja California, 1984 ) es investigadora y música mexicana.

## Trayectoria
Estudió la licenciatura en filosofía en la Universidad Autónoma de Baja California, donde investigó sobre la ética del placer de Graciela Hierro. Entre el 2006-2008 cursó la maestría en estudios socioculturales en la UABC y el Colegio de la Frontera Norte, y desarrolló una investigación dedicada a las mujeres en el rock en Tijuana.
En enero del 2009 se mudó a la Ciudad de México para ingresar en el doctorado en ciencias sociales de la Universidad Autónoma Metropolitana-Unidad Xochimilco y continúo con la investigación relacionada con mujeres rockeras y punk rock en Tijuana, pero esta vez teniendo como ejes analíticos la experiencia y el cuerpo.
Entre el 2014 y el 2015 realizó una estancia posdoctoral en la Escuela Nacional de Antropología e Historia, específicamente en el posgrado de antropología social en la línea de jóvenes en sociedades contemporáneas, en donde formuló su investigación sobre mujeres punk rock en la Ciudad de México. En abril del 2018 ingresó como profesora investigadora de tiempo completo en la UAM-X donde se dedicó al estudio del feminismo, juventudes y rock punk.  Desde el 2020 al 2024 se desempeñó como coordinadora de la maestría en estudios de la mujer. Además, es fundadora de la Red Feminismo(s), cultura y poder. Diálogos desde el Sur.

## Trayectoria musical
Inició su trayectoria como música entre el año del 2004 al 2006 cuando se asumió como bajista de la banda de punk Manos Sucias y, entre el 2006 y el 2008, participó como bajista en la banda de punk Los Adixión, haciendo un paréntesis en el 2007 cuando se unió por corto tiempo a la agrupación musical Dance Monkies. Del 2016 a 2018 conformó la Colectiva Histeria Femenina, integrada por mujeres pertenecientes a diversas agrupaciones musicales, con quienes organizó conciertos y conversatorios para hablar de la experiencia de las mujeres músicas en la Ciudad de México. En el año del 2017 se integró como bajista de la banda Las Navajas. Desde el año del 2021 hasta el año 2022 fue vocalista de un proyecto musical de folk-punk llamado Ragana (Bruja en Letón) y, desde el 2024 es parte de la banda FERALES, donde se desenvuelve como compositora, bajista y vocalista de la banda. 

## Publicaciones
- Jóvenes excéntricas. Cuerpo, Mujer y Rock en Tijuana (2015)
- Feminismos en acción (2021)
- Música urbana, juventud y resistencia Un viaje por algunos sonidos underground de América Latina (2022)